# Certosa di Pesio
La certosa di Santa Maria in Valle Pesio o semplicemente certosa di Pesio è un edificio religioso del comune piemontese di Chiusa di Pesio, in provincia di Cuneo. Il complesso è posizionato a 859 metri sul livello del mare e dista circa 10 chilometri dal centro di Chiusa.

## Storia
Dalle fonti storiche si apprende che la probabile fondazione della certosa avvenne nel 1173, a seguito di una donazione di alcune terre nella zona di Ardua dalla popolazione di Chiusa e dei Signori di Morozzo. Il lascito fu affidato al priore Ulderico dell'Ordine dei Certosini, originario di Casale Monferrato e già confratello della certosa madre di Grenoble, che si adoperò per l'edificazione di una chiesa dedicata alla Vergine Maria e a San Giovanni Battista (in honorem Dei Sanctaeque Virginis Mariae et Sancti Joannis Babtistae). Lo stesso Ulderico fu priore della certosa di Pesio dalla sua fondazione al 1199.
L'edificazione della certosa non fu casuale, fortemente voluta dalla popolazione della valle in cerca di una guida spirituale e di rifugio, soprattutto dopo le frequenti incursioni saracene, e anche per la vicinanza con la certosa di Casotto, fondata nel 1172 nell'omonima località tra Pamparato e Garessio (in seguito convertito in castello reale sabaudo), oramai inadeguata nella struttura per il crescente numero dei monaci.
Col passare dei secoli però il rapporto tra i monaci e la popolazione di Chiusa sfociò nel tempo in ampi contrasti che portarono, nei casi più gravi, a veri e propri assalti verso la certosa, tanto da provocarne la distruzione di alcune parti e la sottrazione dei vari beni accumulati dai religiosi. Per tali motivi l'ordine certosino ne decretò l'abbandono nel 1350, fino al ritorno dei monaci nei primi anni del XV secolo che attuarono una nuova rivisitazione e ripristino della struttura.
Tuttavia, nel 1509, la rivolta popolare dei chiusaschi si riaccese contro la certosa per una disputa sui possedimenti dell'odierna località di San Bartolomeo (all'epoca disabitata), trovandosi essa sui confini fra la proprietà della certosa e quella del Comune della Chiusa. Nel cammino verso il complesso ogni proprietà del monastero fu devastata e data alle fiamme dagli abitanti, alle quali si aggiunsero minacce, maltrattamenti e ferimenti a carico dei i monaci. Per sedare la rivolta furono inviate dal duca di Savoia truppe di soldati e commissari che riportarono la calma in paese (tra sentenze e condanne contro i rivoltosi) e nella certosa con la restituzione dei beni sottratti. Successivamente un altro avvenimento avverso si registrò, nel 1655, nelle cronache storiche della certosa: la cosiddetta "banda del Carnevale", formata da alcuni "elementi negativi" della Chiusa, per odio personale contro i monaci, assediarono e portarono nuovamente scompiglio all'interno del convento. Nel 1634 ospitò i principi sabaudi Vittorio Amedeo I e Maria Cristina di Borbone-Francia.
Nei secoli fu invece importante e vitale per l'alta valle Pesio l'opera dei certosini che contribuirono negli anni allo sviluppo dell'agricoltura e della pastorizia, alla costruzione delle principali vie di collegamento e soprattutto alla nascita di nuovi borghi e comunità quali Pradeboni, Vigna e San Bartolomeo della Certosa. Fu inoltre salvaguardato l'importante patrimonio boschivo, oggi Parco naturale del Marguareis.
L'attività monastica della certosa cessò con la nuova dominazione dell'impero napoleonico, il Primo Impero francese, con l'abolizione degli ordini monastici dal 31 ottobre 1802; il 3 marzo 1803, dopo l'allontanamento dei ventitré religiosi e dei quarantatré fra inservienti e salariati, tutti i beni del complesso furono messi all'asta. Il complesso cadde pertanto in un lento abbandono alla quale ben presto si aggiunsero devastamenti e danneggiamenti alla struttura da parte di terzi. Le parti d'arredo sacre non vendute furono cedute alle vicine chiese della valle (Cuneo, Limone Piemonte, Lurisia, Peveragno), gli antichi libri alla biblioteca civica di Cuneo e le campane d'argento al Louvre di Parigi.
La certosa conobbe una breve rinascita, con interventi di ristrutturazione e recupero della struttura, con l'acquisto nel 1840 del cavalier Giuseppe Avena che convertì l'antico complesso in un conosciuto e apprezzato stabilimento idroterapico; tra i frequentatori Camillo Benso, conte di Cavour, Massimo d'Azeglio e Maria Clotilde di Savoia. Lo stabilimento ebbe però le prime inflessioni già nei primi anni del Novecento con la nascita e l'avvento di nuovi centri sparsi in Italia, che portarono nel breve ad una nuova dismissione e abbandono della struttura.
Sarà dal 1934 che con l'entrata dei Padri Missionari della Consolata di Torino la certosa fu interessata da una nuova fase di rilancio della struttura religiosa con interventi mirati di restauro e conservazione. Ancora oggi i padri gestiscono il sito di Pesio.

## Struttura

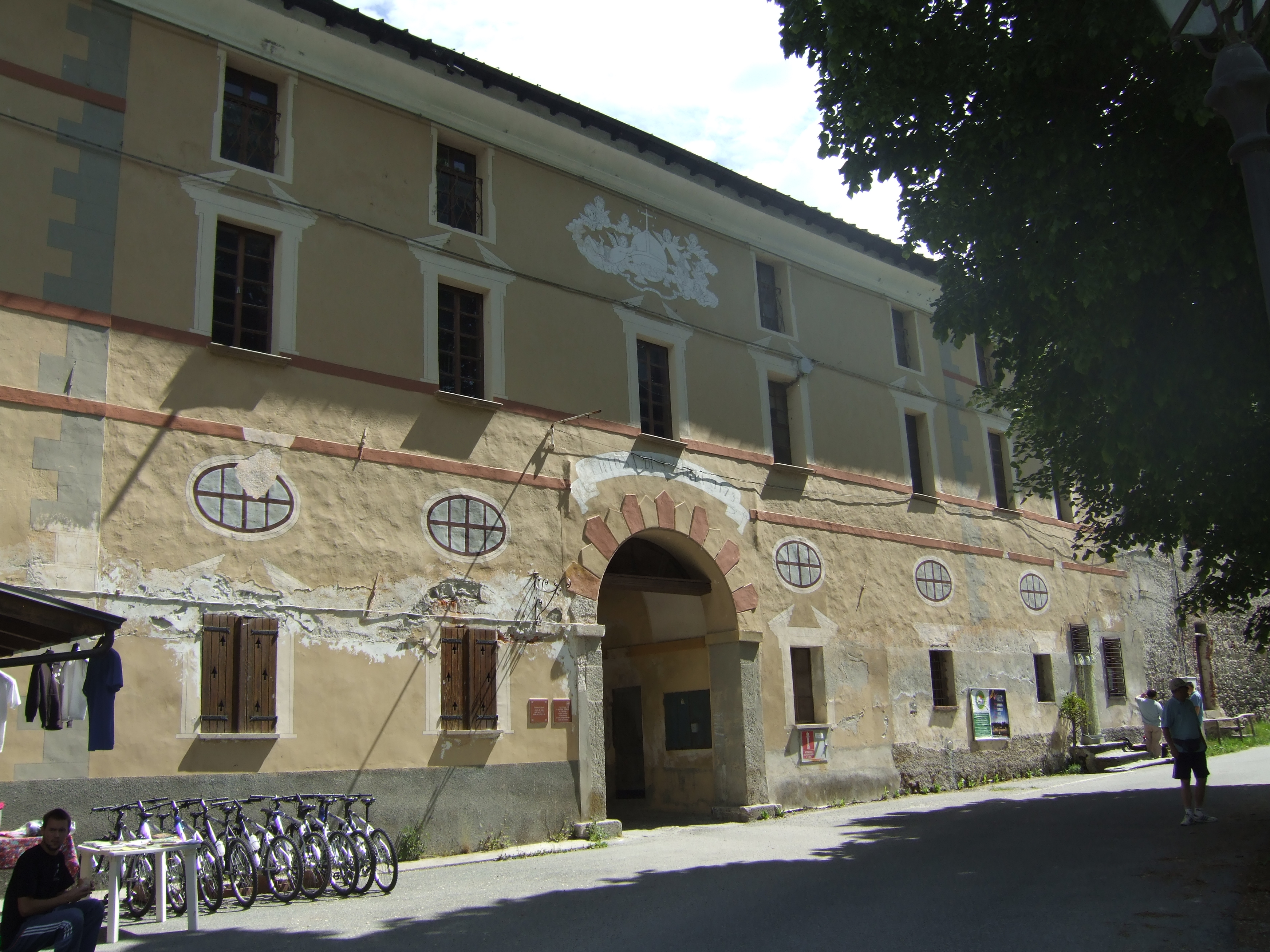
L'ingresso principale della Certosa

Il complesso si compone di varie costruzioni articolate al grande chiostro, tra le parti più interessanti storicamente del monastero, rimaneggiato nei secoli XVI, XVII e XIX. Aperto su un lato verso il bosco e la sovrastante montagna, presenta un porticato lungo 250 metri adornato da colonnine in stile romanico, sotto cui si aprivano le celle dei monaci e gli alloggi per la permanenza di gruppi di persone: le celle sono composte da un'umile stanza, una piccola cantina e l'orticello col pozzo.
Dal chiostro vi è l'accesso alla cappella del Priore, un piccolo locale con decorazioni affrescate da scene religiose e finte prospettive del XVIII secolo. All'estremità nord del complesso, vi è la chiesa dell'Assunta del XVI secolo nella quale sono presenti affreschi dei pittori Jan Claret (Scene della vita del Signore e della Vergine), di Antonio Parentano nella volta del presbiterio e stucchi decorativi sei-settecenteschi.
All'interno della certosa è possibile ammirare una ricca collezione tassidermica, con animali locali ed esotici, anche se non sempre in buone condizioni.